# پایگاه هوایی ملفورت
پایگاه هوایی ملفورت (به انگلیسی: Melfort (Miller Field) Aerodrome) یک فرودگاه همگانی است که یک باند فرود آسفالت دارد و طول باند آن ۹۲۳ متر است. این فرودگاه در کشور کانادا قرار دارد و در ارتفاع ۴۵۶ متری از سطح دریا واقع شده‌است.